# Бактрийско-маргиански археологически комплекс
Бактрийско-маргианският археологически комплекс е археологическа култура от бронзовата епоха (22-18 век пр.н.е.) с център районът около Балх в средното течение на река Амударя.
Културата е открита през 1976 от Виктор Сарианиди, който я нарича на елинистичните провинции Бактрия и Маргиана. Изследванията му дълго време остават известни главно в Съветския съюз. Работите на Сарианиди започват да се превеждат и издават в чужбина едва през 90-те години.

## Характеристики
Разкопките на Сарианиди, започнали в средата на 70-те години, разкриват многобройни монументални конструкции на различни места в региона (Далбарджин, оазиса Дашли, Тохолок 21, Гонур, Келели, Сапели, Джаркутан). Селищата са укрепени с внушителни стени и порти. Открити са и голямо количество други предмети – бронзови инструменти, керамика и бижутерия от полускъпоценни камъни.
През 2001 в Туркменистан е открит печат с геометрични знаци, което поставя въпроса дали бактрийско-маргианската култура е разполагала с писменост. Няма твърдо установено мнение дали става дума за пълноценна писменост или за отделни пиктограми. Въпреки това се смята, че символите имат местен произход и се различават от тези в Анатолия, Месопотамия и района на Персийския залив.
Основната част от изследваните обекти са в южната част на Средна Азия – Туркменистан, Северен Афганистан, Южен Узбекистан и Западен Таджикистан. Възможно е културата да е разпространена и на юг в неизследваните от археолози области на Афганистан и Белуджистан. Бактрийско-маргиански предмети (печати и други) са откривани в обекти на Индската цивилизация, в Иранското плато и района на Персийския залив.
С радиовъглеродно датиране възрастта на комплекса е установена между последния век на 3 хилядолетие пр.н.е. и първата четвърт на 2 хилядолетие пр.н.е.
Хората от бактрийско-маргианския комплекс са уседнали и се занимават с поливно земеделие, като отглеждат пшеница и ечемик. Има данни за контакти с номадите от андроновската култура в степите на север.

## Индо-иранска хипотеза
Има мнения, че наличните сведения и най-вече при липсата на писмени източници в тази ранна епоха са недостатъчни за категорична етническа или лингвистична идентификация на културата. Свързват го с предшествениците на народа Хунза, или, в противоречие на подхода възприет при изследването на другите древни култури, въпреки стиловите културни характеристики не са сигруни дали археологическият комплекс е представлявал етническа или езикова цялост.
Изследователят на значимия праисторически комплекс Виктор Сарианиди еднозначно определя тази забележителна култура като свързана с Арийците от първичната индоиранската група и допуска, че е открил следи от протозороастрийски предмети и ритуали. Това мнение се потвърждава не само от свидетелствата за наличие на типично арийският култ към свещената напитка сома, но и от сходството на откритите укрепления с описанията от Ведите.

## Галерия
|  | Тази страница частично или изцяло представлява превод на страницата Bactria-Margiana Archaeological Complex в Уикипедия на английски. Оригиналният текст, както и този превод, са защитени от Лиценза „Криейтив Комънс – Признание – Споделяне на споделеното“, а за съдържание, създадено преди юни 2009 година – от Лиценза за свободна документация на ГНУ. Прегледайте историята на редакциите на оригиналната страница, както и на преводната страница, за да видите списъка на съавторите. ВАЖНО: Този шаблон се отнася единствено до авторските права върху съдържанието на статията. Добавянето му не отменя изискването да се посочват конкретни източници на твърденията, които да бъдат благонадеждни. |